# 5263 Арріус
5263 Арріус (1991 GY9, 1980 JS, 1986 LQ, 1988 UQ, 5263 Arrius) — астероїд головного поясу, відкритий 13 квітня 1991 року.
Тіссеранів параметр щодо Юпітера — 3,141.